# تريفلوبيرازين
تريفلوبيرازين (بالإنجليزية: Trifluoperazine)‏ هو دواء يُستعمل في علاج اضطراب فصامي الشكل، وفصام حسب إدارة الغذاء والدواء الأمريكية. يعمل هذا الدواء كحاصرات ألفا، ومضادات الدوبامين، ومضادات الذهان، ومضاد قيء.